# Oxyde de thallium(I)
L'oxyde de thallium(I) est le composé inorganique de thallium et d'oxygène de formule Tl2O dans lequel le thallium est dans son état d'oxydation +1. Il est noir et produit une solution jaune basique d'hydroxyde de thallium(I) (TIOH) lorsqu'il est dissous dans l'eau.
Il est formé en chauffant le solide TIOH ou Tl2CO3 en l'absence d'air. L'oxyde de thallium est utilisé pour fabriquer du verre spécial à indice de réfraction élevé. L'oxyde de thallium est un composant de plusieurs supraconducteurs à haute température. L'oxyde de thallium(I) réagit avec les acides pour donner des sels de thallium(I).
À l'état solide le Tl2O adopte la structure d'anti-iodure de cadmium. Ainsi, les centres TI(I) sont pyramidaux et les centres oxydes sont octaédriques.
L'oxyde de thallium(I), comme tous les composés du thallium, est hautement toxique.